# Policresulene
Policresulene è un prodotto colloidale a peso molecolare relativamente elevato, preparato per condensazione del m-cresolo solfonato e della formaldeide. Si presenta come una miscela di diversi composti (polimeri) con catene di varie lunghezze. È utilizzato come emostatico ed antisettico, anche in ambito veterinario. In commercio, il policresulene esiste sotto forma di soluzione concentrata al 40% di principio attivo (per toccature, irrigazioni vaginali e lavaggi), ovuli da 100 mg e pomata al 4%. In Italia è venduto dai laboratori farmaceutici Giovanni Ogna & Figli con il nome commerciale di Emaftol nella forma di soluzione orale e dalla società farmacologica Takeda con il nome commerciale di Negatol nella forma di ovuli vaginali.

## Chimica
Si scioglie in acqua formando soluzioni colloidali. Il pH di una soluzione acquosa al 5% è pari a 1.

## Farmacodinamica
L'azione terapeutica di policresulene è legata a tre diversi effetti tra loro interdipendenti.
Il composto grazie alla sua acidità pronunciata (pH 1) presenta azione antimicrobica su diversi batteri, miceti e protozoi. La coagulazione delle proteine comporta una denaturazione dei tessuti alterati patologicamente o necrotici, i quali vengono staccati. Infine la stessa coagulazione delle proteine del sangue e la forte vasocostrizione indotta comporta un effetto emostatico.

## Farmacocinetica
Il composto, un polimero, è destinato ad un uso topico ed è caratterizzato da un'elevata polarità. A seguito della applicazione su cute e mucose non è nota la quota di farmaco assorbita.

## Tossicologia
La DL50 nel topo è di 5,07 ml/kg peso corporeo quando somministrata per os, di 0,5 ml/kg per via intraperitoneale e 0,06 ml/kg per via endovenosa. Nel ratto le rispettive DL50 sono 4,85, 0,7 e 0,23 ml/kg.

Il composto non è risultato mutageno, mentre non è noto se sia carcinogeno.

## Usi clinici
Le preparazioni contenenti policresulene si caratterizzano per un pH molto basso.

Vengono usate per via topica a scopo antisettico (contro batteri, miceti e Trichomonas), astringente ed emostatico, in particolare nel trattamento di diversi disturbi ginecologici come erosioni cervicali, cervico-vaginiti, leucorrea.

Comune è anche l'uso a carico di affezioni della cute e mucose in genere: ulcere varicose, ragadi e pruriti anali, ragadi al seno, pruriti vulvari, eczemi, screpolature, geloni, verruche, piaghe e ferite.

Utilizzate anche per la disinfezione della mucosa orale e del tessuto alveolare, specialmente se si rende necessaria anche l'emostasi.

## Effetti collaterali e indesiderati
L'utilizzo protratto può dare luogo a fenomeni di sensibilizzazione con insorgenza di orticaria, angioedema, reazioni anafilattiche.
 
In rari casi è anche possibile che si verifichi intolleranza con bruciore od irritazione locale. In genere questo disturbo non richiede alcuna modifica del trattamento.

La formulazione in ovuli può associarsi alla presenza di sensazione di fastidio, prurito vulvare, perdita di frammenti di membrana mucosa, secchezza vaginale, candidiasi vaginale.

## Dosi terapeutiche
Il dosaggio dipende dalla forma farmaceutica impiegata e dal quadro morboso in atto. Nella disinfezione del cavo orale dopo aver attentamente asciugato con una garza sterile il tessuto alveolare (a seguito di estrazione dentale) oppure la mucosa infetta (nel caso di afte o ulcere della mucosa) si procede a tamponare la parte interessata un paio di volte con un cotoncino imbevuto della soluzione collolidale.